# Musée québécois de l'agriculture et de l'alimentation
Le Musée québécois de l'agriculture et de l'alimentation est un musée d'ethnologie situé à La Pocatière, dans le Bas-Saint-Laurent au Québec.

## Description
En 1974 fut créé le Musée François-Pilote qui depuis février 2016, porte le nom de Musée québécois de l'agriculture et de l'alimentation. Il se propose de présenter la société locale en illustrant ses coutumes, ses mœurs et ses activités. Il avait initialement été nommé en l'honneur de l'abbé François Pilote, fondateur de l'École d'agriculture de La Pocatière en 1859. Il loge à l'arrière du Collège de Sainte-Anne-de-la-Pocatière dans un bâtiment de quatre étages construit en 1925, originellement le couvent des sœurs de la Sainte-Famille qui faisaient le service au collège.
L'établissement d'un musée agricole s'imposait à La Pocatière, le berceau de l'enseignement agricole au Canada. C'est en effet ici que fut fondée, en 1859, la première école d'agriculture permanente au Canada. Pour La Pocatière, c'était donc un devoir d'illustrer, dans un musée, la petite histoire des paroisses rurales. Dans un tel projet, il a fallu canaliser toutes les bonnes volontés, les ressources des institutions, des familles anciennes et des collectionneurs. On y a ajouté les sciences naturelles : oiseaux et mammifères.
En mars 2025, le Musée québécois annonce qu'il doit réorganiser intégralement sa structure organisationnelle, faute des réductions de financement dans le milieu culturel québécois .

## Mission
Consigner, valoriser, diffuser les savoirs et les pratiques liés à l’agriculture et à l’alimentation dans le but d’informer, ainsi que de débattre dans une perspective citoyenne et contemporaine.